# إيهور ماليش
إيهور ماليش (بالأوكرانية: Ігор Анатолійович Малиш)‏ هو لاعب كرة قدم أوكراني في مركز الوسط، ولد في 15 يوليو 1983 في كوفل في أوكرانيا. لعب مع مكابي بتاح تكفا ونادي فولين لوتسك ونيفا ترنوبل ونيمان غرودنو.

## وصلات خارجية
- إيهور ماليش على موقع اتحاد أوكرانيا (الإنجليزية)
- إيهور ماليش على موقع قاعدة بيانات كرة القدم.إي يو (الإنجليزية)
- إيهور ماليش على موقع Soccerway.com (الإنجليزية)